# Flavi Focas
Focas o Flavi Focas (en grec: Φωκάς, Phocas) fou emperador romà d'Orient del 602 al 610. Va usurpar el tron a l'emperador Maurici per un desacord sobre el rescat de ciutadans romans d'Orient en mans dels àvars, i ell mateix també va ser deposat després d'una guerra civil que va situar al seu lloc a Heracli, el fill de l'exarca d'Àfrica. Tot i el suport que va tenir del papat, els historiadors en llengua grega del seu temps en van fer una mala crítica per les derrotes amb els perses i la seva crueltat.

## Orígens
Era de baixa extracció, nadiu de Tràcia. Es desconeix el nom del seu pare, però se sap que la seva mare es deia Domentzia, nom que faria servir en batejar la seva filla. Tenia almenys dos germans: Comentiolos i Domentziolos, també militars. Va servir amb el famós general Prisc durant les campanyes de l'emperador Maurici als Balcans, amb el qui va arribar a centurió. Pel seu coratge s'havia fet un nom entre els soldats.

## Ascens al poder
El 602 l'emperador Maurici va ordenar al general Comencíol de passar l'hivern al nord del Danubi però el general ho volia fer al sud on no estava exposat als atacs dels àvars; aquesta mesura, potser considerada un càstig per l'emperador, era imprudent; a això es va ajuntar que els àvars havien demanat sis mil peces d'or pel rescat dels presoners en el seu poder, que Maurici no va voler pagar i els presoners foren executats; tot sumat va fer amotinar les tropes. Un centurió, Focas, fou aclamat com a general dels revoltats. Pere, germà de l'emperador, que era al campament, va portar l'anunci a la capital que el rebel Focas marxava amb els soldats cap a Constantinoble.
Maurici va considerar més prudent fugir a províncies i organitzar allà la resistència i va marxar amb vaixell amb la seva dona i fills; una tempesta el va obligar a desembarcar al monestir de Sant Autònom a prop de Calcedònia. Des d'allà va enviar el seu fill gran Teodosi a la cort persa de Còsroes I per demanar ajut. Mentrestant, Focas va entrar a la capital i es va proclamar emperador, sent coronat el 23 de novembre del 602) junt amb la seva dona Lleòncia.
Focas va enviar a buscar a l'anterior emperador i família que foren localitzats ràpidament, després va fer executar a cinc dels fills de Maurici (Tiberi, Pau, Pere, Justí i Justinià) a la vista del pare, i finalment aquest mateix el 27 de novembre del 602. També va fer executar a Pere, duc de Tràcia, germà de l'emperador enderrocat, al general Comentiolos, a Constantí Lardis i altres nobles. Una mica després Teodosi fou arrestat i també fou executat (segurament el 603).

## Conflictes amb els perses
Va fer un tractat de pau desavantatjós amb els àvars, però no va gaudir de la pau, ja que el rei de Pèrsia, Còsroes, amic de l'enderrocat Maurici, va atacar territori romà d'Orient, amb el suport encobert del general Narses, comandant de la frontera persa i lleial a Maurici, que va romandre inactiu a Hieràpolis. Aquesta guerra amb Pèrsia va durar 24 anys, dels quals els primers vuit foren contínues derrotes dels romans d'Orient. Els perses van devastar l'Àsia Menor fins al Bòsfor, i moltes ciutats foren destruïdes; milers d'habitants van haver de fugir o foren fets esclaus i portats a Pèrsia.
Focas temia perdre la corona si sortia de la capital, per tant va romandre sempre a la ciutat i va deixar la direcció de la guerra a l'eunuc Lleonci, que fou derrotat a Dara; el va succeir el general Domentiolos, germà de l'emperador, que sense ser derrotat no va poder impedir els progressos dels perses. Domentiolos va tenir l'habilitat de negociar amb Narses per reconciliar-lo amb Focas. Narses, confiat, va abandonar Hieràpolis i va anar a Constantinoble on esperava ser nomenat cap de l'exèrcit romà d'Orient, però només arribar fou arrestat i condemnat a mort, sent cremat viu.

## Suports del seu regnat

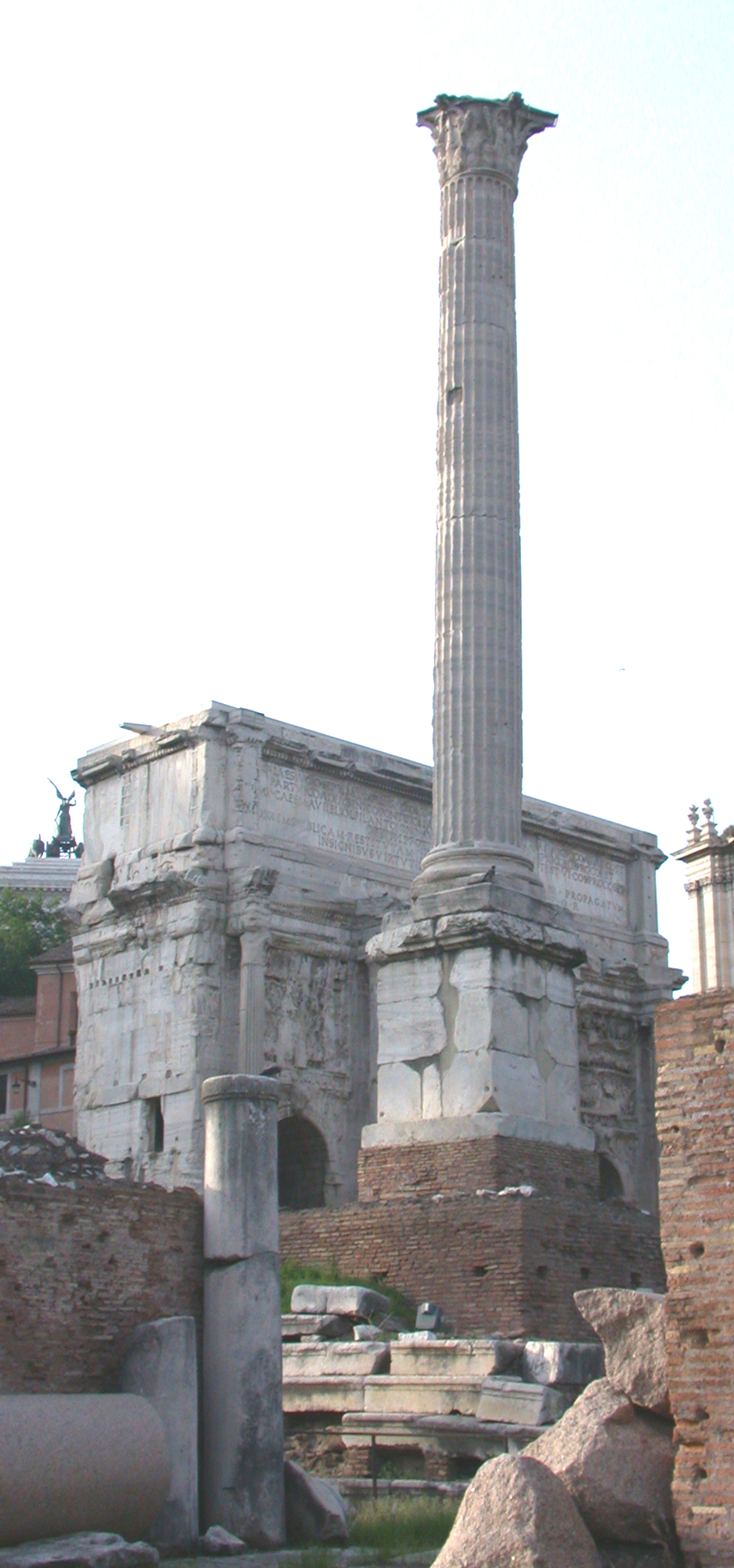
Restes de la Columna de Focas, al fòrum Romà.

El regnat de Focas va ser benvingut al començament perquè va abaixar els impostos, que s'havien apujat durant el regnat de Maurici. Hi ha cartes escrites pel papa Gregori el Gran que en són testimoni. Aquest papa, va valorar positivament les seves reformes, entre les que estava la reforma agrària sobre els territoris de l'Església a Itàlia i en particular a Sicília, que més endavant s'aplicarien al patriarcat d'Egipte. La reforma consistia a nomenar "rectors" (en llatí rectores) com a administradors dels latifundis i eliminar tota mena d'intermediaris que explotaven els pagesos reduint-los a la misèria mentre que els beneficis només feien cap als propietaris.
Flavi Focas va regalar el Panteó de Roma al successor de Gregori, Bonifaci III; a més va elevar el patriarca de Roma, a una posició de primacia sobre la resta de bisbes de la cristiandat i li va donar el títol de "vicari de Déu" o "papa". El 603 es va erigir a Roma una columna en el seu honor.

## L'alçament de Germà i Constantina
Germà, sogre de Teodosi (fill de Maurici) va iniciar un complot amb la participació de l'emperadriu captiva Constantina, que hi va consentir (pensant que el seu fill Teodosi era viu). L'emperadriu i les seves tres filles van fugir i es van presentar a Santa Sofia; el poble es va alçar en armes i es van produir seriosos disturbis però finalment Focas va dominar la situació i els principals caps (Escolàstic n'era el principal) foren executats; a Germà no es van trobar proves que l'emboliquessin en l'afer però fou obligat a prendre l'hàbit monàstic. El patriarca Ciríac II va protegir l'emperadriu, que va salvar la vida però fou tancada en un monestir amb les tres filles. Els perses van conquerir Dara i Edessa el 606.
El 607 l'emperadriu va participar en un nou complot en el que estaven implicats els principals personatges de l'imperi; el complot fou descobert per la revelació d'una dona de confiança de l'emperadriu, de nom Petronea; Constantina i les seves tres filles foren executades junt amb diversos magnats com Jordi de Capadòcia, Teodor, prefecte d'Orient; Joan, primer secretari; Atanasi, ministre de finances; David mestre de palau i altres.

## El destronament de Focas
Els perses gairebé dominaven Síria i Mesopotàmia. Focas executava a tots els que sospitaven que no li eren fidels. Un dia Focas va insultar el seu antic favorit, Crisp, el seu gendre, marit de la seva única filla Domència. Crisp va decidir organitzar una conspiració però segur que a Constantinoble fracassaria va buscar ajut a Àfrica on va convèncer l'exarca Heracli. Aquest va prohibir l'enviament de gra d'Àfrica i Egipte cap a Constantinoble; això va crear fort descontentament a la capital. Heracli va seguir aquesta política durant dos anys, tot i que Crisp l'urgia a proclamar-se emperador.
El 609 els perses van derrotar els romans d'Orient dirigits per Domentiolos prop d'Edessa i van entrar a l'Àsia Menor fins a Calcedònia, i es van retirar a l'arribada de l'hivern després de fer molt de botí.
Focas va ordenar de fer batejar tots els jueus de l'imperi i això va provocar una revolta terrible a Alexandria; disturbis van esclatar també a Constantinoble per la manca de menjar, i per enfrontaments entre els dos partits: els blaus i els verds. Focas fou insultat pel poble i va reaccionar incapacitant a qualsevol membre de la facció dels verds, que no l'afavorien, per exercir cap càrrec civil o militar.
En aquest moment Heracli, fill gran de l'exarca Heracli, va deixar Àfrica amb una flota; per terra estava secundat pel seu cosí Nicetes que va marxar amb un altre exèrcit. El 3 d'octubre del 610 Constantinoble era a les mans d'Heracli després d'una lluita amb els mercenaris de Focas. Aquest fou fet presoner pel senador Foci, que el va portar en presència d'Heracli a bord d'una galera, i aquest li va tirar en cara el seu mal govern; Focas va respondre: Tu ho faràs millor?. Finalment fou torturat i executat; el seu cos fou arrossegat pels carrers i després cremat junt amb el de Domentiolos, caigut als combats.